# Olga Glücksburg (1903–1997)
Olga Glücksburg, gr. Όλγα Γκλύξμπουργκ, O'lga K'lu'zpouruk, serb. Олга Гликсбург од Грчке и Данске, Olga Gliksburg od Grcke i Danske (ur. 11 czerwca 1903 w Tatoi, zm. 16 października 1997 w Paryżu) – grecka arystokratka, księżniczka Grecji i Danii jako członkini rodu panującego; w 1934–1941 pierwsza dama i księżna Jugosławii jako żona Pawła Karadziordziewicia, regenta Piotra II.

## Życiorys
Urodziła się jako najstarsza córka Mikołaja (1872–1938), księcia greckiego i duńskiego, oraz Heleny Władimirownej Romanowej (1882–1957), wielkiej księżnej rosyjskiej, za panowania swojego dziadka Jerzego I (1845–1913). Miała dwie siostry: Elżbietę (1904–1955) i Marynę (1906–1968). Zgodnie z grecką tradycją, jako pierworodna córka otrzymała imię po ojcowskiej babce Oldze Konstantynownej Romanowej (1851–1926). W dzieciństwie utrzymywała zażyłe relacje ze spokrewnionymi z nią wielkimi księżniczkami Rosji: Marią (1899–1918) i Anastazją (1901–1918). Podstawowe wykształcenie zapewnili jej domowi guwernerzy, m.in. angielska pielęgniarka panna Fox.
W 1917, w wyniku detronizacji stryja Konstantyna I (1868–1923), udała się wraz z rodziną na emigrację, zamieszkując w Sankt Moritz. Powrót króla do władzy w 1920, pozwolił rodzinie Olgi zamieszkać w Atenach. W 1922 zaręczyła się z Fryderykiem Glücksburgiem (1899–1972), księciem koronnym Danii, szybko jednak z nim zrywając. W tym samym roku Konstantyn został powtórnie odsunięty od rządów, co zmusiło także jej rodzinę do ponownej emigracji. Zamieszkali w San Remo, następnie Paryżu, aby ostatecznie osiąść w Londynie. Tu związała się z Edwardem Windsorem (1894–1972), księciem Walii. Miała ogromne powodzenie wśród arystokracji dworu brytyjskiego. W 1922 prasa brytyjska okrzyknęła ją tzw. „it girl”. Jednak w 1923 za pośrednictwem Anastazji de Torby (1892–1977) poznała Pawła Karadziordziewicia (1893–1976), księcia Jugosławii, z którym się zaręczyła 26 lipca 1923 w Paryżu i wyszła za mąż w październiku tego samego roku.
Zaangażowała się w kolekcjonowanie malarstwa i finansowe wspieranie twórców jugosłowiańskich. Po objęciu urzędu regenta Piotra II przez męża 9 października 1934 została pierwszą damą Jugosławii, występując w protokole dyplomatycznym przed królową matką Marią (1900–1961). W tym charakterze odbywała wiele podróży zagranicznych, spotykając się m.in. z Adolfem Hitlerem, Hermannem Göringiem i Benitem Mussolinim w 1939. Pod wpływem kuzynki Zofii Glücksburg (1914–2001) i jej męża Krzysztofa Heskiego (1901–1943), skoligaconych z arystokracją brytyjską, umiejętnie przekonywała anglofilskiego męża do zmiany orientacji politycznej na proniemiecką.
W wyniku puczu wojskowego 25 marca 1941, armia ogłosiła koniec regencji Pawła i internowała zarówno jego samego, jak i jego najbliższą rodzinę. Wydarzenia te były bezpośrednią przyczyną najazdu III Rzeszy na Jugosławię w kwietniu 1941. Następnie zostali oni przekazani Wielkiej Brytanii, a po interwencji Jerzego II przeniesiono ich do Aten. 28 kwietnia 1941 przewieziono ich do Nairobi, po czym ostatecznie osadzono w specjalnie przygotowanym miejscu internowania w Oserian nad jeziorem Naivasha (Kenia). Z racji złego stanu zdrowia męża, w kwietniu 1943 zostali przeniesieni do Południowej Afryki, a 1 czerwca 1946 uwolnieni. W 1946–1972 mieszkała kolejno w Kapsztadzie, Lozannie, Paryżu i Florencji, aby ostatecznie przenieść się do Londynu.
Pod koniec życia zachorowała na zespół Alzheimera. W 1993 postępująca choroba zmusiła rodzinę do umieszczenia jej w szpitalu w Meudon. Zmarła w 1997 i została pochowana na cmentarzu Bois-de-Vaux w Lozannie. 4 października 2012 w katedrze św. Michała w Belgradzie odbył się ponowny pogrzeb jej szczątków, po czym zostały złożone w cerkwi św. Jerzego w Topoli.
W 1940 pojawiła się na okładce czasopisma modowego „Tatler”. Jest patronką krążownika „Księżna Olga”, w 1935–1945 należącego do floty Jugosłowiańskiej Marynarki Wojennej.

## Rodzina
22 października 1923 w Belgradzie wyszła za mąż za Pawła Karadziordziewicia (1893–1976), księcia Jugosławii, syna Arsena (1859–1938), i Aurory Pawłownej Demidowej (1873–1904), tytularnej księżniczki San Donato. Z małżeństwa pochodzi troje dzieci:
- Aleksander (1924–2016) ⚭ 1) Maria Pia Sabaudzka (ur. 1934), córka Humberta II (1904–1983), króla Włoch, i Marii Józefy Koburg (1906–2001), 2) Barbara Eleonora Liechtenstein (ur. 1942), córka Jana Franciszka (1910–1975) i Karoliny Ledebur-Wicheln (1912–1996);
- Mikołaj (1928–1954);
- Elżbieta (ur. 1936) ⚭ 1) Howard Oxenberg (1919–2010), 2) Neil Roxburgh Balfour (ur. 1944), syn Archibalda (1883–1958) i Lilian Helen z d. Cooper, 3) Manuel Ulloa Elías (1922–1992), premier Peru w 1980–1982, syn Alberta Ulloa Sotomayora (1892–1975), ministra spraw zagranicznych, i Margarity Elías Beddy (1895–1975).

Była matką chrzestną m.in. królewicza Tomisława (1928–2000).

## Odznaczenia
- Dama Krzyża Wielkiego Orderu śś. Olgi i Zofii (1903),
- Dama Komandorii Orderu Dobroczynności,
- Odznaka Pamiątkowa 100-lecia Greckiego Domu Królewskiego (1963)
- Dama Orderu św. Sawy na Wielkiej Wstędze (22 października 1923),
- Dama Krzyża Wielkiego Orderu Lwa Białego,
- Odznaka Dobra Narodowego.

## Genealogia
| Prapradziadkowie            | Fryderyk Wilhelm Glücksburg(1785–1831) ∞ 1810 Ludwika Karolina Heska (1789–1867)  | Wilhelm Heski (1787–1867) ∞ 1810 Ludwika Karolina Oldenburg (1789–1864)           | car Rosji Mikołaj I Pałkin (1796–1855) ∞ 1817 Aleksandra Fiodorowna (1798–1860)    | ks. Saksonii-Altenburga Józef (1789–1868) ∞ 1817 Amelia Wirtemberska (1799–1848)   | car Rosji Mikołaj I Pałkin (1796–1855) ∞ 1817 Aleksandra Fiodorowna (1798–1860)  | w. ks. Hesji Ludwik II (1778–1848) ∞ 1804 Wilhelmina Badeńska (1788–1836)        | w. ks. Meklemburgii-Schwerinu Paweł Fryderyk (1800–1842) ∞ 1822 Aleksandra Hohenzollern (1803–1892)        | Henryk Reuss-Köstritz (1786–1841) ∞ 1819 Eleonora Stolberg-Wernigerode (1801–1827)                         |
| Pradziadkowie               | kr. Danii, Chrystian IX (1818–1906) ∞ 1842 Ludwika Heska (1817–1898)              | kr. Danii, Chrystian IX (1818–1906) ∞ 1842 Ludwika Heska (1817–1898)              | Konstanty Nikołajewicz Romanow (1827–1892) ∞ 1848 Aleksandra Josifowna (1830–1911) | Konstanty Nikołajewicz Romanow (1827–1892) ∞ 1848 Aleksandra Josifowna (1830–1911) | car Rosji, Aleksander II (1818–1881) ∞ 1841 Maria Aleksandrowna (1824–1880)      | car Rosji, Aleksander II (1818–1881) ∞ 1841 Maria Aleksandrowna (1824–1880)      | w. ks. Meklemburgii-Schwerinu Fryderyk Franciszek II (1823–1883) ∞ 1849 Augusta Reuss-Köstritz (1822–1862) | w. ks. Meklemburgii-Schwerinu Fryderyk Franciszek II (1823–1883) ∞ 1849 Augusta Reuss-Köstritz (1822–1862) |
| Dziadkowie                  | kr. Hellenów, Jerzy I (1845–1913) ∞ 1867 Olga Konstantynowna Romanowa (1851–1926) | kr. Hellenów, Jerzy I (1845–1913) ∞ 1867 Olga Konstantynowna Romanowa (1851–1926) | kr. Hellenów, Jerzy I (1845–1913) ∞ 1867 Olga Konstantynowna Romanowa (1851–1926)  | kr. Hellenów, Jerzy I (1845–1913) ∞ 1867 Olga Konstantynowna Romanowa (1851–1926)  | Włodzimierz Aleksandrowicz Romanow (1847–1909) ∞ 1874 Maria Pawłowna (1854–1920) | Włodzimierz Aleksandrowicz Romanow (1847–1909) ∞ 1874 Maria Pawłowna (1854–1920) | Włodzimierz Aleksandrowicz Romanow (1847–1909) ∞ 1874 Maria Pawłowna (1854–1920)                           | Włodzimierz Aleksandrowicz Romanow (1847–1909) ∞ 1874 Maria Pawłowna (1854–1920)                           |
| Rodzice                     | Mikołaj Glücksburg (1872–1938) ∞ 1902 Helena Władimirowna Romanowa (1882–1957)    | Mikołaj Glücksburg (1872–1938) ∞ 1902 Helena Władimirowna Romanowa (1882–1957)    | Mikołaj Glücksburg (1872–1938) ∞ 1902 Helena Władimirowna Romanowa (1882–1957)     | Mikołaj Glücksburg (1872–1938) ∞ 1902 Helena Władimirowna Romanowa (1882–1957)     | Mikołaj Glücksburg (1872–1938) ∞ 1902 Helena Władimirowna Romanowa (1882–1957)   | Mikołaj Glücksburg (1872–1938) ∞ 1902 Helena Władimirowna Romanowa (1882–1957)   | Mikołaj Glücksburg (1872–1938) ∞ 1902 Helena Władimirowna Romanowa (1882–1957)                             | Mikołaj Glücksburg (1872–1938) ∞ 1902 Helena Władimirowna Romanowa (1882–1957)                             |
| Olga Glücksburg (1903–1997) |                                                                                   |                                                                                   |                                                                                    |                                                                                    |                                                                                  |                                                                                  | | |